# Rassony
Rassony (en biélorusse : Расоны) ou Rossony (en russe : Россоны ; en polonais : Rossony) est une commune urbaine de la voblast de Vitebsk, en Biélorussie, et le centre administratif du raïon de Rassony. Sa population s'élevait à 5 124 habitants en 2014.

## Géographie
Rossony est située au bord du lac Rossono (en russe : Россоно), à 117 km au nord-ouest de Vitebsk, à 236 km au nord-est de Minsk, près de la frontière russe.

## Histoire
La première mention écrite de Rassony remonte à 1552, mais des vestiges archéologiques attestent un peuplement de la région entre le IXe et le Ve millénaire avant notre ère. Rassony est régulièrement citée dans les sources historiques du XVIe siècle. Rassony a le statut de commune urbaine depuis 1958.

## Population
Recensements (*) ou estimations de la population
| 1959* | 1970* | 1979* | 1989* | 1999* |
| ----- | ----- | ----- | ----- | ----- |
| 3 855 | 2 621 | 3 450 | 5 264 | 5 400 |

| 2009* | 2011  | 2012  | 2013  | 2014  |
| ----- | ----- | ----- | ----- | ----- |
| 5 409 | 5 311 | 5 244 | 5 163 | 5 124 |

## Transports
Rassony est située à 45 km de la gare de Dretoun sur la ligne Polatsk – Velikié Louki (Russie).